# GE U50形ディーゼル機関車
GE U50は、1963年9月から1965年8月の間にゼネラル・エレクトリック(GE)が製造した8動軸の電気式ディーゼル機関車である。ディーゼルエンジンと発電機のセットを2組搭載し、出力は5,000馬力(3,700kW)に達した。車軸配置は、2軸台車を前後に2組ずつ配置したB+B-B+Bである。

## 解説
1960年代初頭にユニオン・パシフィック鉄道(UP)がガスタービン機関車を置き換える目的で発注した形式の1つであり、3両で15,000馬力(11,100kW)の出力を発揮する機関車として設計された。設計はU25Bの2両分を1つの台枠に収めた形で進められ、2組搭載されたディーゼルエンジンと発電機のセットで発生した電力で、それぞれの側の2組の台車を駆動する。
車体前後に2つずつある2軸台車は、それぞれ2つを1組として台車中心部がスパン・ボルスターと呼ばれる梁で連結されており、そのスパン・ボルスターの中心部が車体と接続することで、擬似的なボギー構造となっていた。この足回りは、1950年代に廃車となった前述のガスタービン機関車から転用されたものであった。
後年、本形式の発展系として、3軸台車のU50Cが製造された。

## 稼働状況
1963年10月に3両がUPに、翌1964年5月と6月にサザン・パシフィック鉄道(SP)に3両が納入された。ほぼ同時期に本形式と同一コンセプトの機関車としてGM-EMDのDD35、アルコのC855がそれぞれ発注されている。
SPは、これ以上の増備を行なわずに1970年後半まで使用した。U50はしばしば休車となった。ロードナンバーは8500〜8502、のちに9950〜9952に改番された。
UPは、この機関車の性能に満足し、引き続き20両を発注。12両が1964年7月と9月に、残る8両が翌1965年5月と8月に納められ、ロードナンバー31〜53となった。そのほとんどは1973年から1974年にかけて使用停止され、GE製のより強力な機関車に置き換えられた。最後は、3両が1977年まで使用された。

## よくある誤記
U50は、しばしばU50Dとして記述されることがある。これは、3軸台車を装備したU50Cにならって言い習わされたものであると推測されるが、これはまったくの誤りで、製造元であるGEも、実際に使用したUPもSPも、このような呼称は使用していない。「U50D」というのは4軸台車を表すが、U50が4軸台車を装備したことはない。
同様にU50Bとして記述されることがあるが、これも同様に不正確である。「U50B」というのは2軸台車を2組装備する機関車を表すことになるためである。